# Haager Minderjährigenschutzabkommen
Das Haager Minderjährigenschutzabkommen, MSA, amtlich in der Bundesrepublik: Übereinkommen über die Zuständigkeit der Behörden und das anzuwendende Recht auf dem Gebiet des Schutzes von Minderjährigen, vom 5. Oktober 1961 ist ein internationaler Vertrag über die Zuständigkeit für Schutzmaßnahmen bezüglich Minderjähriger und das darauf anzuwendende Recht. Insgesamt 13 Staaten gehören dem Abkommen zumindest teilweise an, neben zwölf europäischen Staaten, einschließlich der Türkei, gilt es in der chinesischen Sonderverwaltungszone Macao als ehemaliger Kolonie Portugals fort.
In den 1960er Jahren signierten nacheinander Frankreich, Italien, das Königreich der Niederlande, Luxemburg, die Schweiz, Österreich, Portugal und Deutschland den in französischer Sprache verfassten Vertrag. Während er in einigen Staaten noch in den 1960er Jahren wirksam wurde, dauerte die Ratifizierung in Deutschland und Österreich bis in die 1970er Jahre (in Deutschland am 17. September 1971, vgl. BGBl. 1971 II 219 und 1150; in Österreich 1975) und in Italien bis 1995. In den 1980er Jahren trat Spanien bei, später schlossen sich auch die Türkei, Lettland, Litauen und Polen an. Ihrem Beitritt hatten bis zum Februar 2009 noch nicht alle Vertragsparteien gemäß Art. 15 c Wiener Übereinkommen über das Recht der Verträge zugestimmt, so dass das Abkommen für sie noch nicht vollständig in Kraft getreten ist.
Heute sind insbesondere die Zuständigkeitsregelungen in den Staaten der europäischen Union durch die sog. Brüssel-IIa-VO (Verordnung [EG] Nr. 2201/2003 vom 27. November 2003 über die Zuständigkeit und die Anerkennung und Vollstreckung von Entscheidungen in Ehesachen und in Verfahren betreffend die elterliche Verantwortung [Abl. EU L 338 vom 23. Dezember 2003]) verdrängt.
Das Haager Minderjährigenschutzabkommen (MSA) ist am 1. Januar 2011 in der Bundesrepublik Deutschland durch das Übereinkommen über die Zuständigkeit, das anzuwendende Recht, die Anerkennung, Vollstreckung und Zusammenarbeit auf dem Gebiet der elterlichen Verantwortung und der Maßnahmen zum Schutz von Kindern, kurz: Haager Übereinkommen über den Schutz von Kindern (KSÜ), abgelöst worden. Die Bundesrepublik hat das KSÜ am 17. September 2010 ratifiziert.
Das Übereinkommen über den internationalen Schutz von Erwachsenen (ESÜ) dehnt den Anwendungsbereich auf den Schutz handlungsunfähiger Erwachsener aus.